# Ворцинське сільське поселення
Во́рцинське сільське поселення (рос. Ворцинское сельское поселение) — муніципальне утворення у складі Ярського району Удмуртії, Росія. Адміністративний центр — присілок Ворца.

## Географія
Довжина кордонів становить 80 км. Клімат помірно-континентальний, температура липня +20 °C, січня −18 °C, опадів 325 мм, висота сніжного покриву 55 м. Площа становить 182,92 км², з них 106,82 км² зайняті в сільському господарстві, 66 га ліси, 31 га болота.

## Господарство
Через поселення проходить автобус маршрутом Глазов-Яр-Ворца, який робить зупинки в присілках Зянкіно та Ворца (курсує 7 днів на тиждень). Телефонізовано 5 населених пунктів, поселення має свою телефонну станцію.
В поселенні діють: дитячий садок, школа, бібліотека, 2 клуби, спортзал, філіал «Сбербанку». З підприємств працює ТОВ «Льокма».

## Населення
Населення — 416 осіб (2017; 430 у 2015, 565 в 2012, 587 в 2010, 1007 у 2002).
У віковій структурі діти займають 20 %, пенсіонери 21 %, працездатне населення 59 %. Національний склад: удмурти — 55,9 %, бесерм'яни — 27,1 %, татари — 12,8 %, росіяни — 4,2 %.

## Склад
До складу поселення входять такі населені пункти:
| Населений пункт     | Населення, осіб (2002) | Населення, осіб (2010) | Населення, осіб (2012) |
| ------------------- | ---------------------- | ---------------------- | ---------------------- |
| Бердиші, присілок   | 40                     | 2                      | 2                      |
| Васепієво, присілок | 111                    | 55                     | 53                     |
| Ворца, присілок     | 488                    | 369                    | 354                    |
| Дусиково, присілок  | 73                     | 11                     | 11                     |
| Зянкіно, присілок   | 152                    | 87                     | 89                     |
| Логошур, присілок   | 56                     | 19                     | 19                     |
| Меметово, присілок  | 87                     | 44                     | 37                     |